# Kronichthys
Kronichthys – rodzaj słodkowodnych ryb sumokształtnych z rodziny zbrojnikowatych (Loricariidae). Spotykane w hodowlach akwariowych.

## Zasięg występowania
Gatunki endemiczne Brazylii.

## Klasyfikacja
Gatunki zaliczane do tego rodzaju:
- Kronichthys heylandi
- Kronichthys lacerta
- Kronichthys subteres

Gatunkiem typowym jest Kronichthys subteres.